# Vincent Benedetti

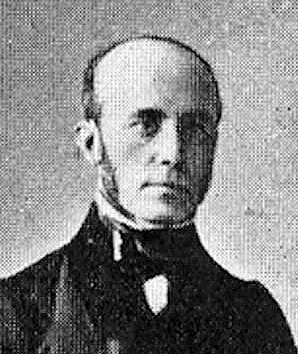
Vincent Benedetti

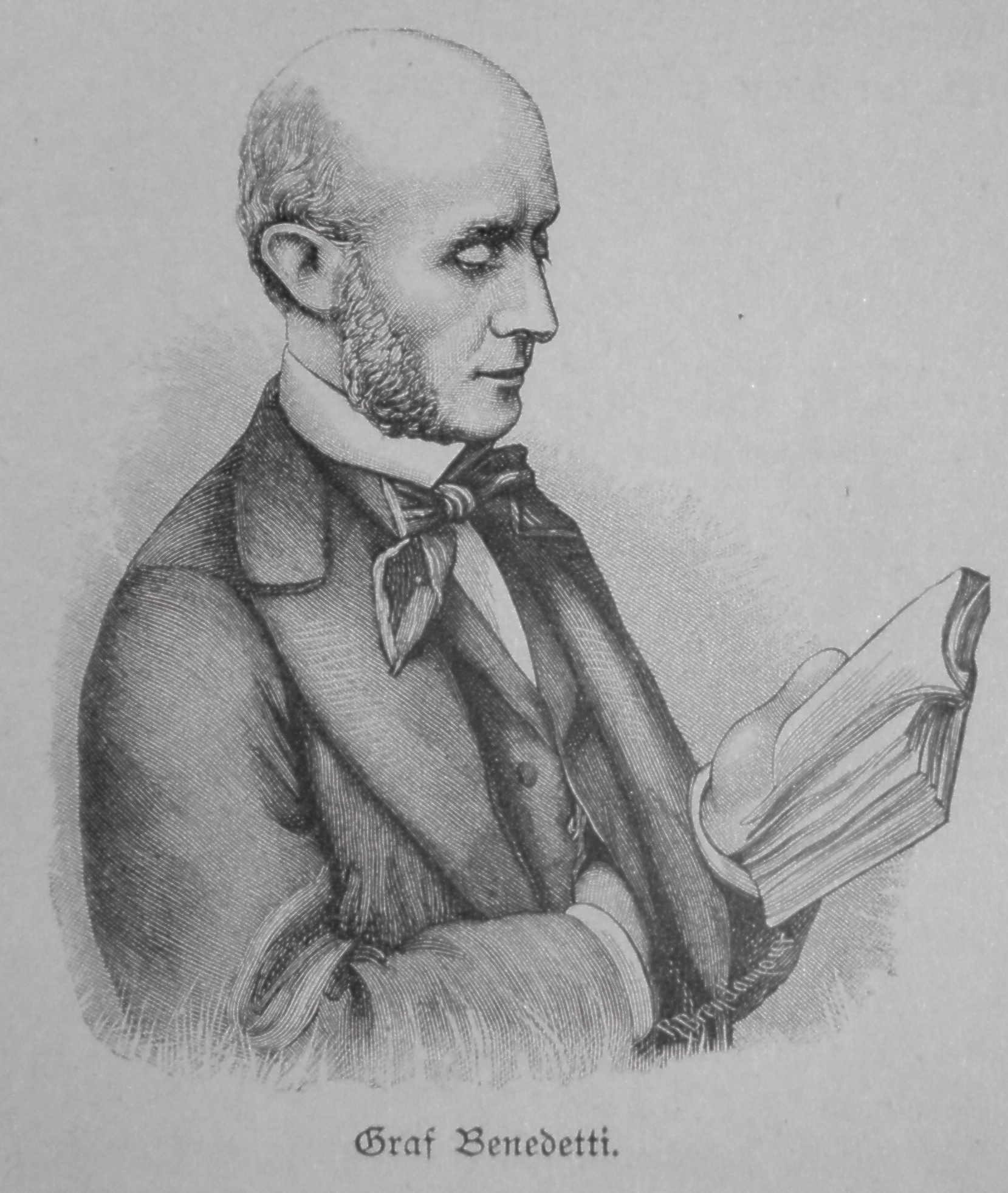
Vincent Benedetti

Graf Vincent Benedetti (* 29. April 1817 in Bastia auf Korsika; † 28. März 1900 in Paris) war ein französischer Diplomat. Er wurde besonders bekannt durch die Vorgänge im Zusammenhang mit der Emser Audienz, die im Sommer 1870 zum Ausbruch des Deutsch-Französischen Kriegs führten.

## Frühe Karriere
Benedetti trat nach dem Studium der Rechte 1840 in den Dienst des französischen Außenministeriums und erhielt einen Posten unter dem Marquis de la Valette, der Generalkonsul in Kairo war. Er verbrachte dort acht Jahre (seit 1845 als Konsul), wurde 1848 Konsul in Palermo und folgte 1851 dem Marquis, der zum französischen Botschafter in Konstantinopel ernannt worden war, als Erster Sekretär.
Während des Krimkriegs war er fünfzehn Monate lang französischer Geschäftsträger. Im zweiten Band seiner Essais diplomatiques gibt er einige Erinnerungen seiner Tätigkeit im Osten wieder, darunter ein Porträt Mehmed Alis und eine (wenig vorteilhafte) Skizze Lord Stratford de Redcliffes, des britischen Botschafters bei der Hohen Pforte. Einen Posten als Gesandter in Teheran lehnte er ab, und so kehrte er 1855 ins Außenministerium nach Paris zurück, wo er als Sekretär 1856 am Pariser Kongress teilnahm. In den folgenden Jahren widmete er sich hauptsächlich italienischen Angelegenheiten, die ihn persönlich sehr interessierten – der italienische Staatsmann Cavour charakterisierte ihn als „Italiener im Geiste“. 1861 wurde er erster Gesandter Frankreichs im neuentstandenen Königreich Italien, trat von diesem Posten aber im nächsten Jahr schon wieder zurück, nachdem sein Förderer Édouard Thouvenel in den Ruhestand gegangen war und die anti-italienische Partei in Paris an Einfluss gewonnen hatte. 1864 ging er als Botschafter nach Preußen.

## Als Botschafter in Preußen
Benedetti blieb bis zum Ausbruch des Deutsch-Französischen Kriegs 1870 in Berlin. In diese Zeit fallen die Ereignisse, durch die er in die Geschichte der europäischen Diplomatie einging. Seine Stellung war schwierig, denn die eigene Regierung unterrichtete ihn nicht ausreichend über den Kurs der Politik Napoléons III. Als 1866 der Deutsche Krieg zwischen Preußen und dem österreichischen Kaiserreich ausbrach, folgte er dem preußischen Hauptquartier bei seinem Marsch gegen Wien. Er spielte eine entscheidende Rolle bei den Interventionsversuchen Frankreichs und beteiligte sich an der Vermittlung des Vorfriedens von Nikolsburg.
Nach dem Ende des Krieges erhielt er den Auftrag, dem preußischen Ministerpräsidenten Otto von Bismarck die französischen Forderungen nach einer „Vergütung“ für die Neutralität Frankreichs während des Krieges vorzubringen: das preußische Einverständnis mit der französischen Annexion Belgiens und Luxemburgs. Nach seiner Rückkehr nach Berlin im August 1866 entwarf er einen Vertrag, in dem Preußen seine Duldung der französischen Machtausdehnung zusagte. Der Vertrag wurde nie geschlossen, aber der Entwurf, in Benedettis Handschrift, verblieb in Bismarcks Besitz und wurde wenige Tage nach dem Ausbruch des Deutsch-Französischen Kriegs, am 25. Juli 1870, zum Schaden der französischen Diplomatie in der Londoner Zeitung The Times veröffentlicht.
Während des Jahres 1867 beschäftigte sich Benedetti ausführlich mit dem französischen Versuch, das Herzogtum Luxemburg von den Niederlanden zu erwerben. Dieser führte zur sogenannten Luxemburgkrise. Deutsche Nationalisten entrüsteten sich über diese Absicht, und Preußen schien geneigt, Frankreich darüber den Krieg zu erklären. Der Plan wurde aber durch den Londoner Vertrag von 1867 vereitelt, in dem Luxemburgs Unabhängigkeit von den europäischen Großmächten bestätigt und garantiert wurde.
Als im Juli 1870 die Kandidatur eines Hohenzollernprinzen für den spanischen Thron bekannt wurde, instruierte der französische Außenminister Gramont Benedetti, König Wilhelm I. von Preußen die Forderung Frankreichs nach einem immerwährenden Verzicht des Hauses Hohenzollern auf den spanischen Thron zu überbringen. Der König hielt sich in Bad Ems auf, und Benedetti suchte ihn am 13. Juli zu einem informellen Gespräch auf der Kurpromenade auf; der König weigerte sich aber, die geforderte Erklärung abzugeben. Die Ereignisse dieses Tages wurden Bismarck in der Emser Depesche mitgeteilt. Bismarck gab seine eigene Version der Vorgänge an die Öffentlichkeit, und die brüskierende Art der Darstellung wurde zum Stein des Anstoßes für den Deutsch-Französischen Krieg, der für Frankreich katastrophal endete. Benedettis Vorgehensweise als Botschafter war heftigen Angriffen ausgesetzt, und der Außenminister Gramont versuchte, ihm das Versagen der französischen Diplomatie anzulasten.
Benedetti reagierte auf diese Anschuldigungen mit seinem Buch Ma Mission en Prusse. Er verteidigt sich darin erfolgreich und zeigt, dass er seine Regierung stets zureichend informierte; er hatte sogar ein Jahr im Voraus vor der Kandidatur der Hohenzollern gewarnt. Auch wenn Bismarck ihn in der Angelegenheit des Vertragsentwurfs von 1866 überlistete, ging die Politik, auf welcher der Vertrag beruhte, nicht auf Benedetti, sondern auf Édouard Drouyn de Lhuys zurück. Der Gedanke von der Aneignung Walloniens und Belgiens war ihm zuerst von Bismarck vorgeschlagen worden, und dass Bismarck den Vertragsentwurf letztlich zur Unterminierung des französischen Ansehens einsetzen würde, konnte er nicht voraussehen.

## Weiteres Leben
Nach dem Untergang des Kaiserreiches zog sich Benedetti nach Korsika zurück. Er erlebte noch, wie seine Darstellung von späteren Veröffentlichungen, die mehr Licht in die geheime Geschichte der Diplomatie brachten, bestätigt wurde. 1895 veröffentlichte er den ersten Band seiner Essais diplomatiques, der einen vollständigen Bericht über seine Reise nach Bad Ems enthält, den er bereits 1873 niedergeschrieben hatte; 1897 ließ er einen zweiten Band folgen, der die Folgen des Zerfalls des Osmanischen Reichs behandelt. Er starb am 28. März 1900 bei einem Besuch in Paris.

## Werke
- Vincent Benedetti: Ma mission en Prusse. 2. Ausgabe. Plon, Paris 1871. Internet Archive